# 鱈魚

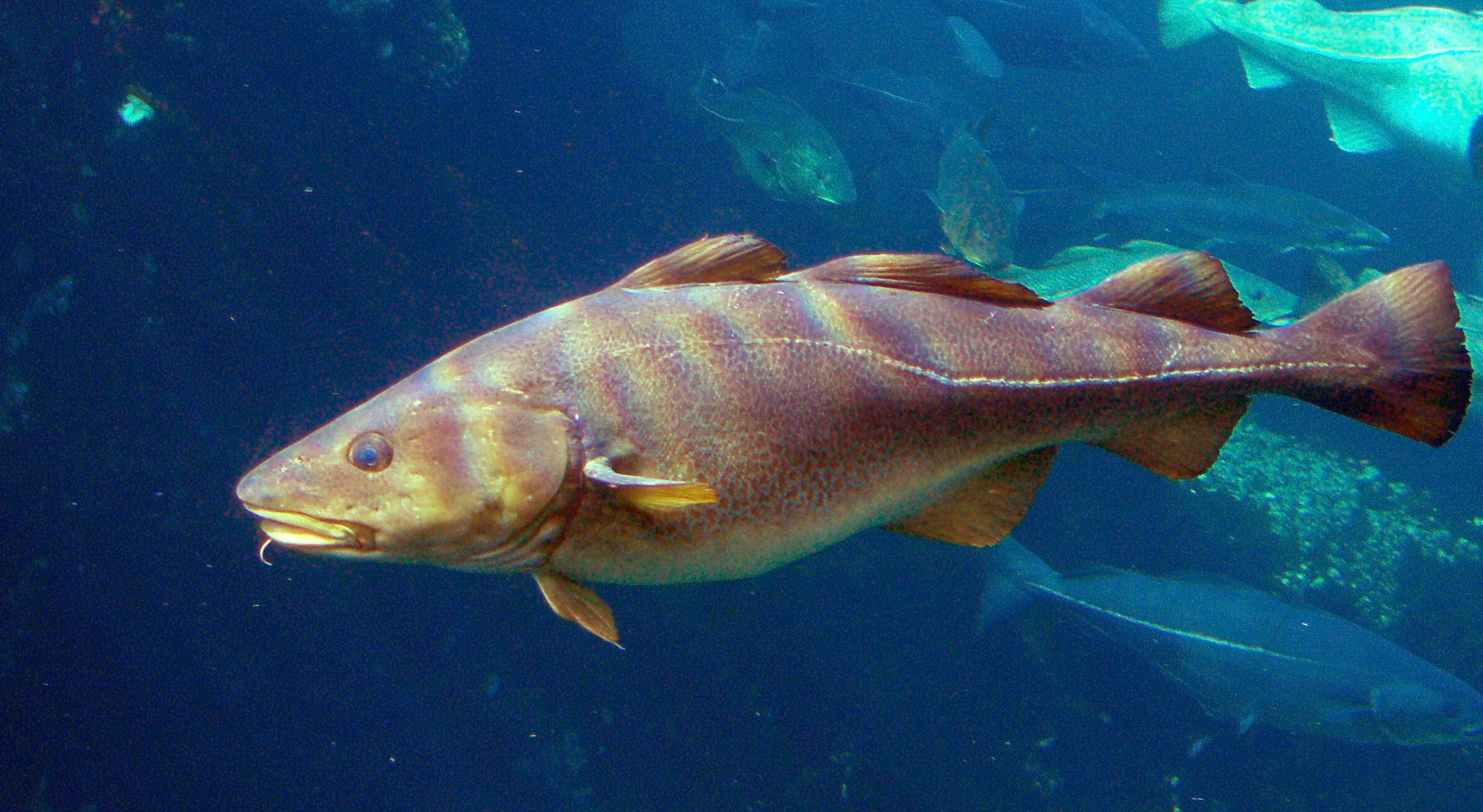
大西洋鱈

鱈魚是一種食用魚類的名稱。嚴格地說，鱈形目鱈科鱈屬的大西洋鱈、太平洋鱈、格陵蘭鱈與阿拉斯加鱈等四種魚可被稱為「鱈魚」。在市場與超市的商業行銷中，非鱈形目的裸蓋魚（銀鱈）、庸鰈（大比目魚、冰島鱈、扁鱈）、小鱗犬牙南極魚（南極鱈、美露鱈、圓鱈）等食用魚，甚至是使人腹瀉的異鱗蛇鯖（油魚），亦時常被冠上「鱈魚」之名，但經濟價值不一，市價或高於或低於鱈屬的鱈魚。

## 物種分類

### 生物學
- 鱈屬：生物學上物種的鱈魚，意指此四類：
  - 大西洋鱈
  - 大头鳕
  - 格陵蘭鱈
  - 阿拉斯加鳕：又稱明太鱼，與大西洋鱈魚有近緣關係而被分到鱈屬，价格低于以上三種鳕鱼，麥當勞、汉堡王、摩斯漢堡等速食店中的“鳕鱼堡”，使用的就是这种“鳕鱼”。

### 非鱈形目， 泛稱通用
- 裸蓋魚：又称裸頭魚、银鳕，在香港和中国大陆市场上通常被標示爲“鳕鱼”販售，价格高于鱈形目鱈科鱈屬的鳕鱼。
- 庸鰈：又稱大比目魚、冰島鱈魚、扁鱈，在中国大陆和臺灣常被標示爲「鱈魚」販售，价格低于鱈屬的鳕鱼。
- 小鱗犬牙南極魚：又稱智利海鱸魚、美露鱈、圓鱈，在台灣常被標示爲「鱈魚」販售。
- 油魚：又称蠟油魚、龍鱈，在臺灣、香港和中国大陆，常被標示爲「鱈魚」販售，价格远低于鱈屬的鳕鱼。人体无法消化该种鱼所含的蜡酯类脂肪，食用后易出现大便排泄油脂的现象。日本、美国及印尼政府将其列为有毒鱼种，禁止进口或销售。

## 法令規定
中華民國（台灣）衛生福利部食品藥物管理署公告，從2017年1月1日起，鱈形目的魚種方得標示為「鱈魚」，「圓鱈、扁鱈」應標示通俗名稱或與魚種名稱併列標示。倘未依規定標示清楚而使消費者誤解為「鱈魚」，將違反《食品安全衛生管理法》第28條標示不實之規定，可依同法第45條處分，產品並須依第52條限期回收改正。
香港的食物安全中心發出《有關識別及標籤：油魚/鱈魚的指引 （页面存档备份，存于）》，只有鱈形目的魚類才可以標為「鱈魚」。其他不屬於鱈形目的魚類若充當鱈魚出售，可能會被控以「違反《商品說明條例》」而被檢控。